# Gymnostomum eurystomum
Gymnostomum eurystomum là một loài Rêu trong họ Pottiaceae. Loài này được (Sendtn.) Lindb. & Arnell mô tả khoa học đầu tiên năm 1890.